# Ostapivka, Varva
Ostapivka (în ucraineană Остапівка) este o comună în raionul Varva, regiunea Cernihiv, Ucraina, formată numai din satul de reședință. În secolul al XIX-lea, satul făcea parte din volostul Hnidînți, uezdul Lohvîțea.

## Demografie
Componența lingvistică a comunei Ostapivka
     Ucraineană (98,71%)
     Rusă (1,15%)
     Alte limbi (0,14%)
Conform recensământului din 2001, majoritatea populației comunei Ostapivka era vorbitoare de ucraineană (98,71%), existând în minoritate și vorbitori de rusă (1,15%).